# Хенрици, Олаус
Олаус Магнус Фридрих Эрдман Хенрици (в части источников называется Хенричи, нем. Olaus Magnus Friedrich Erdmann Henrici), 1840—1918) — английский математик немецкого происхождения. Труды по геометрии, прикладной математике.
Член Лондонского королевского общества (1874). В 1903 году предложил распространённое в наши дни обозначение {\displaystyle (a,b)} для скалярного произведения векторов.

## Биография и научная деятельность
Несколько лет учился в Технологическом институте Карлсруэ, затем, увлёкшись математикой, перешёл в Гейдельбергский университет, научным руководителем его был Людвиг Отто Гессе. В 1863 году защитил диссертацию в Гейдельберге и перешёл в Берлинский университет, где некоторое время слушал лекции Карла Вейерштрасса и Леопольда Кронекера. Был принят доцентом в Кильский университет, однако серьёзные финансовые затруднения заставили Хенрици принять решение об эмиграции
В 1865 году 25-летний Хенрици прибыл в Лондон. Первые годы он занимался частным преподаванием, но в 1869 году Гессе порекомендовал его Джеймсу Сильвестру, а тот, в свою очередь, свёл Хенрици с другими крупнейшими английскими математиками, в том числе с Артуром Кэли и Уильямом Клиффордом. В результате Хенрици получил работу в Лондонском университетском колледже, а после смерти Клиффорда (1879) занял его кафедру в колледже. В период 1882—1884 годов был президентом Лондонского математического общества.
В 1880-е годы занимался преимущественно прикладными задачами. В 1884 году перешёл в Центральный технический колледж, где возглавил лабораторию механики. В 1911 году вышел в отставку и вернулся в родной город Чендлерсфорде. Скончался в 1918 году, похоронен в Чендлерсфорде.

## Основные труды
- Skeleton Structures: Especially in Their Application to the Building of Steel & Iron Bridges. New York: Van Nostrand, 1867.
- Elementary Geometry: Congruent Figures. London: Longmans, Green, 1879.
- Elementary Geometry: Congruent Figures. London: Longmans, Green, second edition 1888.
- (совместно с George Charles Turner) Vectors and rotors: with applications, London: Arnold 1903.